# Гибралтарска либерална партия
Гибралтарската либерална партия (на английски: Gibraltar Liberal Party) е центристка либерална политическа партия в Гибралтар.
Тя е основана през 1991 година под името Гибралтарска национална партия и се обявява за независимост на Гибралтар. На изборите през декември 2011 година партията остава на трето място с 15% от гласовете и 3 места в парламента, като се включва в коалиционното правителство на Фабиан Пикардо, доминирано от Гибралтарската социалистическа лейбъристка партия.